# アレクサンドル・ベズボロドコ

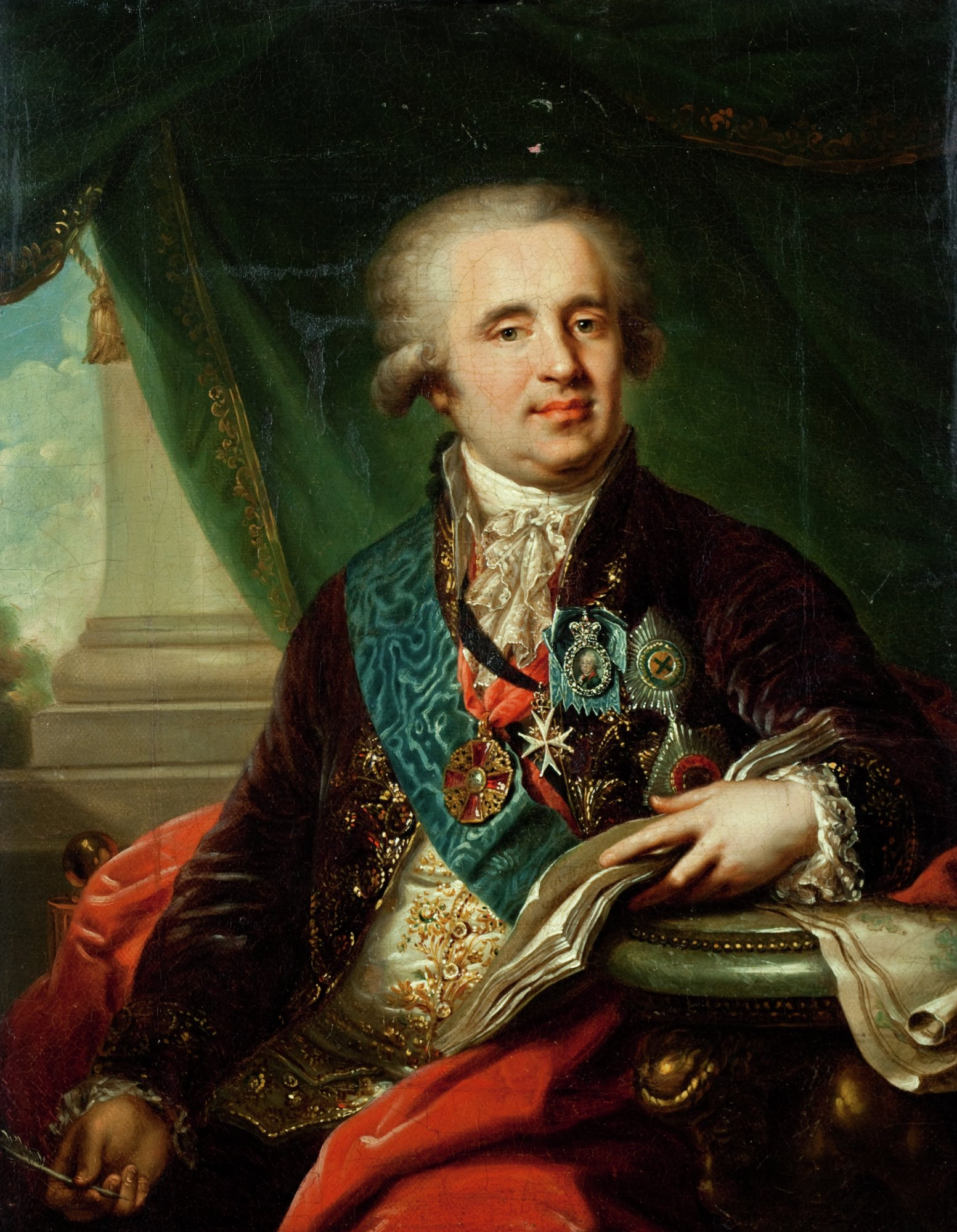
ヨハン・バプティスト・フォン・ランピによる肖像画

アレクサンドル・アンドレエーヴィチ・ベズボロドコ公（ロシア語: Алекса́ндр Андре́евич Безборо́дко、ウクライナ語: Олександр Андрійович Безбородько、1747年3月25日（グレゴリオ暦） - 1799年4月6日）は、ロシア帝国の宰相。ニキータ・パーニンの死後、ロシアの外交政策を主導した。

## 生涯

### 初期の経歴
アレクサンドル・ベズボロドコは1747年3月25日（グレゴリオ暦）/3月14日（ユリウス暦）にヘーチマン国家のフルーヒウ（現ウクライナ領）でウクライナのコサックの家族に生まれた。父アンドレイは書記官で母エヴドキアは裁判官ミハイル・ザビラの娘だった。
家庭とキエフ・モヒーラ・アカデミーで教育を受けた後、小ロシア県知事ピョートル・アレクサンドロヴィチ・ルミャンツェフ伯爵の秘書として働き、1768年に勃発した露土戦争でもルミャンツェフに随行、1770年のラルガ川の戦い、カフルの戦い、1773年のシリストラ包囲戦にも参加した。
1774年にキュチュク・カイナルジ条約が締結されて露土戦争が終結すると、ルミャンツェフはベズボロドコを女帝エカチェリーナ2世に推薦、彼女は1775年にベズボロドコにpetition-secretaryという官職を与えた。これによりベズボロドコは女帝に贈り物をする機会に恵まれるようになり、同時にフランス語などヨーロッパの主要言語を習得した。同時期にはタタール（クリミア・ハン国）との戦争やウクライナについての記述を残した。
ベズボロドコはエカチェリーナ2世に「多芸」と言われるように、多くの事柄に手を出した。1780年、ベズボロドコはエカチェリーナ2世のノヴォロシア巡幸に随行、その途中で会った神聖ローマ皇帝ヨーゼフ2世から外交を学ぶよう促された。そして、外交任務を終えてコペンハーゲンから帰国すると、『政治事務についての回想録』なる著作をエカチェリーナ2世に示し、墺露間のオスマン帝国分割案をはじめて提示した。この文書はほとんど何の変更も加えられずにロシア案としてウィーンに提出された。さらに『モルダヴィアに関する典型的な歴史情報』を提出するにあたり、外務省の「全ての交渉の全権公使」と郵政大臣に任命された。

### エカチェリーナ2世の治世
この時期より、公式には宰相イワン・オステルマン伯爵の部下であるにもかかわらず、エカチェリーナ2世とともに全ての外交に関わり、外国駐在大使に命令を下し、条約締結など国務大臣の職務を全て行った。彼はエカチェリーナ2世の孫コンスタンチンをギリシャ帝国の皇帝にするという夢をも支持し、エカチェリーナ2世も多くの領地や年金をベズボロドコに与えた。1786年に元老院議員になり、1787年には実質的な外務大臣としてエカチェリーナ2世の南ロシア巡幸に同伴した。その途中でカニウに立ち寄ってポーランド王スタニスワフ2世アウグストと交渉し、エカチェリーナ2世がヨーゼフ2世と会ったときには女帝の馬車の中にいた。
再び勃発した露土戦争（1787年 - 1791年）とロシア・スウェーデン戦争（1788年 - 1790年）は激務のベズボロドコにさらなる重圧を与え、エカチェリーナ2世の新しい愛人アレクサンドル・ドミトリエフ＝マモーノフなどの政敵はベズボロドコを攻撃した。ベズボロドコは2つの戦争の講和に尽力、1790年8月14日にスウェーデン王グスタフ3世とヴァララ条約を締結したが、露土戦争のほうはグリゴリー・ポチョムキンが急死したためベズボロドコは急遽ヤシに派遣され、1792年1月9日にロシアに極めて有利なヤッシー条約を締結した。この功績でエカチェリーナ2世から5万ルーブルを与えられ、聖アンドレイ勲章を授与された。
しかし、ヤッシーから帰国したベズボロドコはpetition-secretaryの職を女帝の最後の愛人プラトン・ズボフに奪われた。ベズボロドコは1793年を通して私的な回想録でこの「尊厳の減損」について抗議し、エカチェリーナ2世は1793年9月2日のヤッシー条約締結祝賀式でベズボロドコにさらなる栄典を与えた。その後、エカチェリーナ2世はベズボロドコとズボフを和解させ、ベズボロドコは再び外交を主導した。彼は第三次ポーランド分割を主導して、エカチェリーナ2世から多くの褒賞を与えられた。
ベズボロドコは内政でも手腕を発揮して、郵便局を改革、銀行制度を改善、財政を引き締め、道路を建設した。

### パーヴェル1世の治世
エカチェリーナ2世が死去してパーヴェル1世が即位すると、パーヴェル1世はベズボロドコにエカチェリーナ2世の私的文書を調べるよう命じ、続いて彼をクニャージに叙した。さらにオステルマンが引退するとベズボロドコをロシア帝国宰相に任命した。
ベズボロドコは最後までパーヴェル1世の寵臣であり続けた唯一の大臣であり、彼はパーヴェル1世の治世でも引き続き外交を主導した。この時期、ベズボロドコはフランス革命の最中にあるフランス第一共和政を含むヨーロッパ諸国との平和を目指したが、パーヴェル1世はその政策を支持しなくなり、ベズボロドコは辞任を申し出た。パーヴェル1世はベズボロドコの辞任を拒否して、外国への療養を許す予定だったが、ベズボロドコは突如脳卒中で麻痺を起こし、1799年4月6日にサンクトペテルブルクで死去した。

## 評価
ブリタニカ百科事典第11版はベズボロドコを「典型なエカチェリーナ時代の人物で、腐敗、放蕩、非良心的、利己主義である」と酷評した一方、多くの絵画と彫刻を収集しており、「作家のマエケナス」とも評価している。また、知力と愛国心は疑いようもないとした。